# Flute Ensemble FIORE
Flute Ensemble FIORE（フルートアンサンブル フィオーレ）は、日本のフルート奏者による四重奏団。

## 経歴
- コンサートフルートだけでなく、アルトフルート、バスフルート、Bモードフルートといった特殊管を積極的に取り入れた多彩なプログラムを行っている。
- 第7回KOBE国際学生音楽コンクール奨励賞受賞。*http://www.musicsatoh.com/kakonyuusyou.html
- 第3回フランス音楽コンクール入選、第4回同コンクール奨励賞受賞。
- 第14回日本フルートコンヴェンションコンクール・アンサンブル部門金賞（第1位）受賞。
- 2011年、最初のアルバム『La memoria del FIORE』(レーベル名／No. WAKO / WKCD0043 )をリリース。

## メンバー
- 阿部 麻耶（Abe Maya）
  - 武蔵野音楽大学卒業。
  - 東京ミュージック&メディアアーツ尚美ディプロマコース修了。
  - 渡辺国安、土方逸郎、高久進、野口龍、清水信貴に師事。
  - 早稲田大学高等学院非常勤講師。

- 石井 美由紀（Ishii Miyuki）
  - 武蔵野音楽大学卒業。
  - 東京ミュージック&メディアアーツ尚美ディプロマコース修了。
  - 長永圭庫、青木明、吉岡アカリ、野口龍に師事。
  - 柏市音楽家協会理事

- 東 貴美子（Higashi Kimiko）
  - 武蔵野音楽大学卒業。
  - 桐朋学園大学音楽学部研究科修了。
  - 北村かよ、石飛祥一、野口みお、白尾彰、峰岸壮一に師事。

- 横山 聡子（Yokoyama Satoko）新メンバー（2015/1～）
  - 武蔵野高等学校（現在の武蔵野音楽大学附属高等学校）を経て、武蔵野音楽大学卒業。
  - 武蔵野音楽大学大学院修了。
  - 佐野悦郎、ローレント・コヴァーチの各氏に師事。
  - 埼玉県狭山市「横山フルート教室」主宰。

旧メンバー（～2014）
- 野平 加奈子（Nohira Kanako）
  - 聖徳学園短期大学附属高等学校（現在の光英VERITAS高等学校）音楽科を経て、聖徳学園短期大学（現在の聖徳大学短期大学部）音楽科卒業。
  - 桐朋学園短期大学部専攻科修了。
  - 青木陽子、高久進、野口龍に師事。